# Lettre « Dear Boss »
|                                                             |  |  |
| Fac-similé du recto et du verso de la lettre « Dear Boss ». |  |  |

La lettre « Dear Boss » est une missive reçue, le 27 septembre 1888, par la Central News de Londres, et dont l'auteur anonyme, qui a signé sous le sobriquet de « Jack the Ripper » (« Jack l'Éventreur »), y revendique deux meurtres sordides particulièrement violents survenus dans l'East End londonien le mois précédent. Il y annonce aussi que d'autres vont suivre. D'abord traitée comme un canular, cette lettre a été transmise à Scotland Yard le 29 septembre 1888, puis a fait l'objet de publications dans la presse provoquant un énorme retentissement. Et le surnom « Jack the Ripper », cité par son auteur, a été largement utilisé pour désigner le tueur à l'identité inconnue auquel cinq homicides, commis de la fin août à novembre 1888, ont été attribués. Plusieurs pistes sur l'origine de la lettre ont été explorées, en particulier celle d'un journaliste qui aurait voulu exploiter les meurtres perpétrés quelques semaines auparavant. Son but aurait été de créer un scandale par son intermédiaire, et ainsi augmenter les tirages des journaux. Car la presse populaire, prospère à l'époque, sait tirer parti des faits divers, le sensationnalisme étant déjà d'usage, et les ventes des quotidiens vont décupler.

## Contenu
Écrite à l'encre rouge, la lettre comporte de très nombreuses fautes d'orthographe. Le début de la lettre (« Dear Boss ») ne désigne pas le directeur de la Central News Agency. Le mot « boss » ne signifie pas « patron », c'est une façon familière de s'adresser à une personne. En vieil anglais, « Dear Boss » peut être remplacé par « Dear Pal » (« Cher ami »). Un post-scriptum a été rajouté et écrit verticalement. La lettre comporte le message suivant (les fautes d'orthographe et les passages soulignés sont reproduits) :
I keep on hearing the police have caught me but they wont fix me just yet. I have laughed when they look so clever and talk about being on the right track. That joke about Leather Apron gave me real fits. I am down on whores and I shant quit ripping them till I do get buckled. Grand work the last job was. I gave the lady no time to squeal. How can they catch me now. 
I love my work and want to start again. You will soon hear of me with my funny little games. I saved some of the proper red stuff in a ginger beer bottle over the last job to write with but it went thick like glue and I cant use it. Red ink is fit enough I hope ha. ha. The next job I do I shall clip the ladys ears off and send to the police officers just for jolly wouldn't you. Keep this letter back till I do a bit more work, then give it out straight. My knife's so nice and sharp I want to get to work right away if I get a chance. Good Luck.
Yours truly
Jack the Ripper
Dont mind me giving the trade name
PS : Wasnt good enough to post this before I got all the red ink off my hands curse it No luck yet. They say I'm a doctor now. ha ha »
L'une des traductions en français provient du jeu d'aventure Sherlock Holmes contre Jack l'Éventreur : 
« Cher patron,

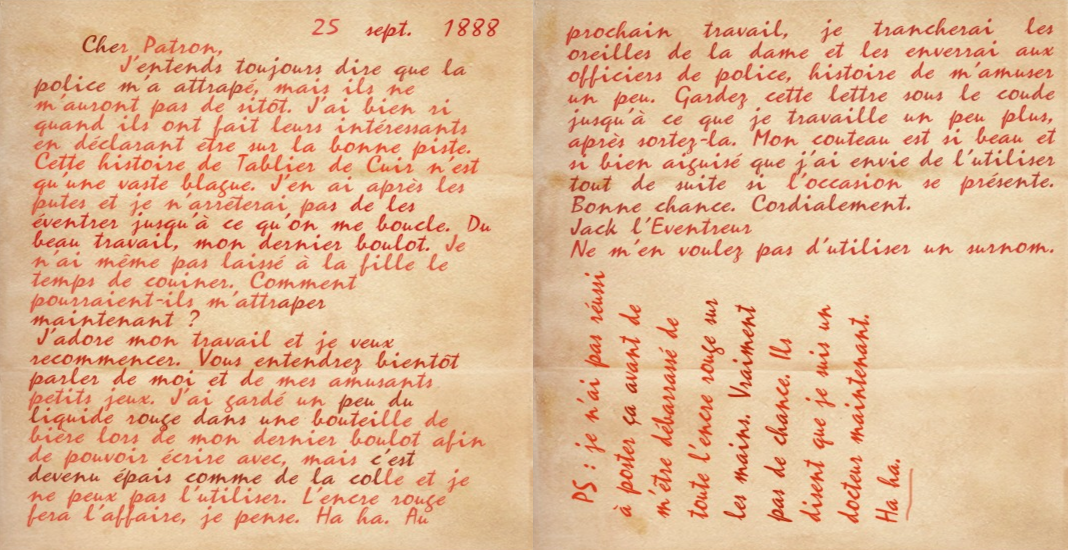
Traduction en français de la lettre « Dear Boss » dans Sherlock Holmes contre Jack l'Éventreur (Frogwares, 2009).

J'entends sans cesse que la police m'a attrapé, mais ils ne m'auront pas de sitôt.. J'ai ri quand ils ont fait leurs intéressants en déclarant être sur la bonne piste. Cette histoire sur le tablier de cuir n'est qu'une vaste blague. J'en ai après les putes et je n'arrêterai pas de les éventrer jusqu'à ce qu'on me boucle. Du beau travail, mon dernier boulot. Je n'ai même pas laissé à la fille  le temps de couiner. Comment penseraient-ils m'attraper maintenant ?
J'adore mon travail et je veux recommencer. Vous entendrez bientôt parler de moi et de mes amusants petits jeux. J'ai gardé un peu du liquide rouge dans une bouteille de bière au gingembre lors de mon dernier boulot afin de pouvoir écrire avec, mais c'est devenu épais comme de la colle et je ne peux pas l'utiliser. L'encre rouge fera l'affaire, je pense. Ha. ha. Au prochain travail, je trancherai les oreilles de la dame et les enverrai aux officiers de police, histoire de m'amuser un peu. Gardez cette lettre sous le coude jusqu'à ce que je travaille un peu plus, après sortez-la. Mon couteau est si beau et si bien aiguisé que j'ai envie de l'utiliser tout de suite, si l'occasion se présente. Bonne chance.
Bien à vous
Jack l'Éventreur
Ne m'en voulez pas d'utiliser un surnom
PS : Je n'ai pas réussi à poster ça avant de m'être débarrassé de toute l'encre rouge sur les mains. Vraiment pas de chance. Ils disent que je suis un docteur maintenant. Ha ha »
[Le post-scriptum a été écrit perpendiculairement au corps du texte]

## Retentissement
Dans sa lettre, l'auteur (qui se désigne comme le meurtrier) affirme qu'il attaquera prochainement une autre femme, et lui tranchera les oreilles. Or, le 30 septembre 1888, trois jours après la réception de la lettre par la Central News de Londres, le corps de Catherine Eddowes est retrouvé mutilé, et le lobe d'une de ses oreilles a été entaillé. Prenant alors une importance notable dans l'affaire, la lettre fait l'objet de publications dans la presse dans la perspective qu'une personne reconnaisse l'écriture d'un de ses proches.

## Auteur supposé
Dans un premier temps, cette lettre est considérée comme une supercherie, parce que plusieurs missives aux faux contenus circulent.
Selon un article d'un journal américain d'avril 1891, la lettre aurait été écrite par John Moore, directeur général de Central News, afin de générer de la publicité pour son agence. Ses amis auraient remarqué que l'écriture de la lettre ressemblait à celle de Moore. Quant à l'expression « Jack l'Éventreur », on croyait généralement, à Scotland Yard, que Tom Bullen du Central News en était l'initiateur, ou que Moore en était l'inventeur. 
Ce n'est qu'en 1966 que le nom d'un auteur présumé a été  porté à l'attention du public pour la première fois. Il a été publié dans un article dont l'auteur prétendait avoir eu un ex-journaliste de 70 ans, nommé Best, comme contact en 1931. L'homme aurait parlé de son travail de pigiste à l'époque, et avoué que lui et un collègue étaient chargés de la production des lettres de l'Éventreur, faisant du sensationnalisme pour stimuler les ventes des journaux. Pourtant, la possibilité que Best et son comparse en soient responsables a été jugée ridicule, compte tenu du nombre de lettres envoyées et des différents endroits d'où elles ont été postées.
Andrew Cook, auteur d'un livre publié en 2009 intitulé Jack the Ripper, émet l'hypothèse que la lettre n'a pas été écrite par l'Éventreur mais serait de Frederick Best, un journaliste du quotidien The Star. Et il fait allusion à son implication dans la création du nom. Dans ce livre sont présentées les observations graphologiques d'Elaine Quigley, une experte en écriture ayant comparé des extraits de la lettre aux échantillons d'une écriture manuscrite censée être celle du journaliste en question. Et une correspondance entre le rédacteur en chef du journal Thomas P. O'Connor et le propriétaire du journal laisse entendre, selon Andrew Cook, que Frédéric Best était couvert par son rédacteur. Cependant, le nom de Best n'est pas mentionné,.

## lien externe
- (en) « Ripper Letters », sur le site Casebook.org.